# Снежское сельское поселение
Сне́жское сельское поселение — административно-территориальная единица, муниципальное образование в центральной части Брянского района Брянской области. Центр — посёлок Путёвка.
Образовано в результате проведения муниципальной реформы в 2005 году путём преобразования дореформенного Снежского сельсовета.

## Население
| 2010  | 2011    | 2012    | 2013  | 2014  | 2015  | 2016  | 2017  | 2018  |
| ----- | ------- | ------- | ----- | ----- | ----- | ----- | ----- | ----- |
| 7106  | ↗7118   | ↗7382   | ↗7574 | ↗7789 | ↗7911 | ↗8270 | ↗8524 | ↗8897 |
| 2019  | 2020    | 2021    |       |       |       |       |       |       |
| ↗9405 | ↗10 161 | ↗13 304 |       |       |       |       |       |       |

Численность населения Снежского сельского поселения имеет устойчивую тенденцию к росту, главным образом за счёт развития посёлка Путёвка. С 2021 года Снежское сельское поселение является крупнейшим по населению в Брянской области.

## Населённые пункты
| № | Населённый пункт | Тип     | Население |
| - | ---------------- | ------- | --------- |
| 1 | Верный Путь      | посёлок | ↗57       |
| 2 | Кузьмино         | посёлок | ↗1149     |
| 3 | Путёвка          | посёлок | ↗8985     |
| 4 | Толмачево        | село    | ↗1291     |